# Марсюм
Марсюм (нід. Marsum) — село в нідерландській провінції Фрисландія. Входить до муніципалітету Вадхуке.
Його площа становить 7,38км², а населення станом на 2021 рік складало 1 055 осіб.
Перша згадка про населений пункт датується 1344 роком.

## Галерея

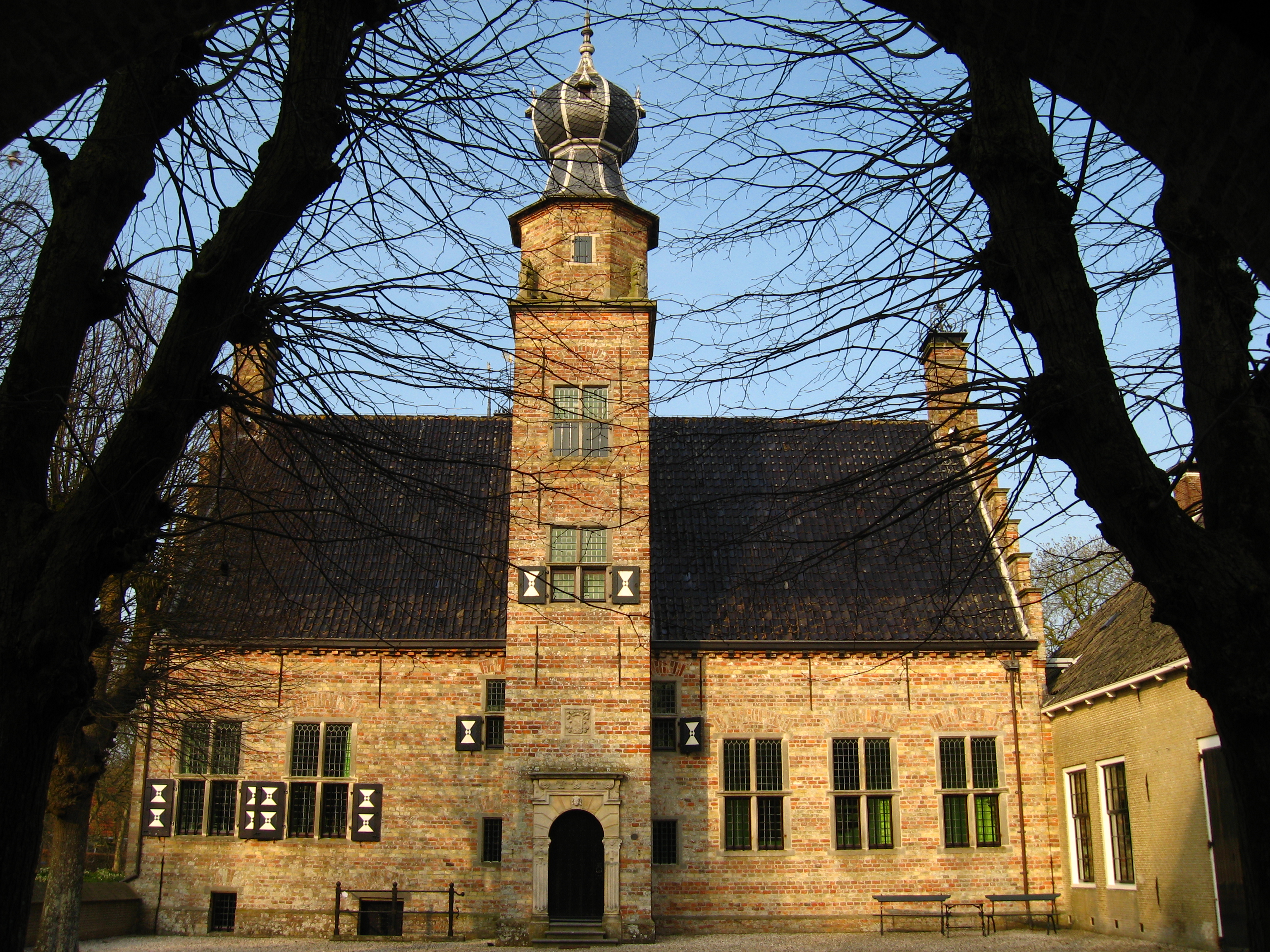
Замок Poptaslot
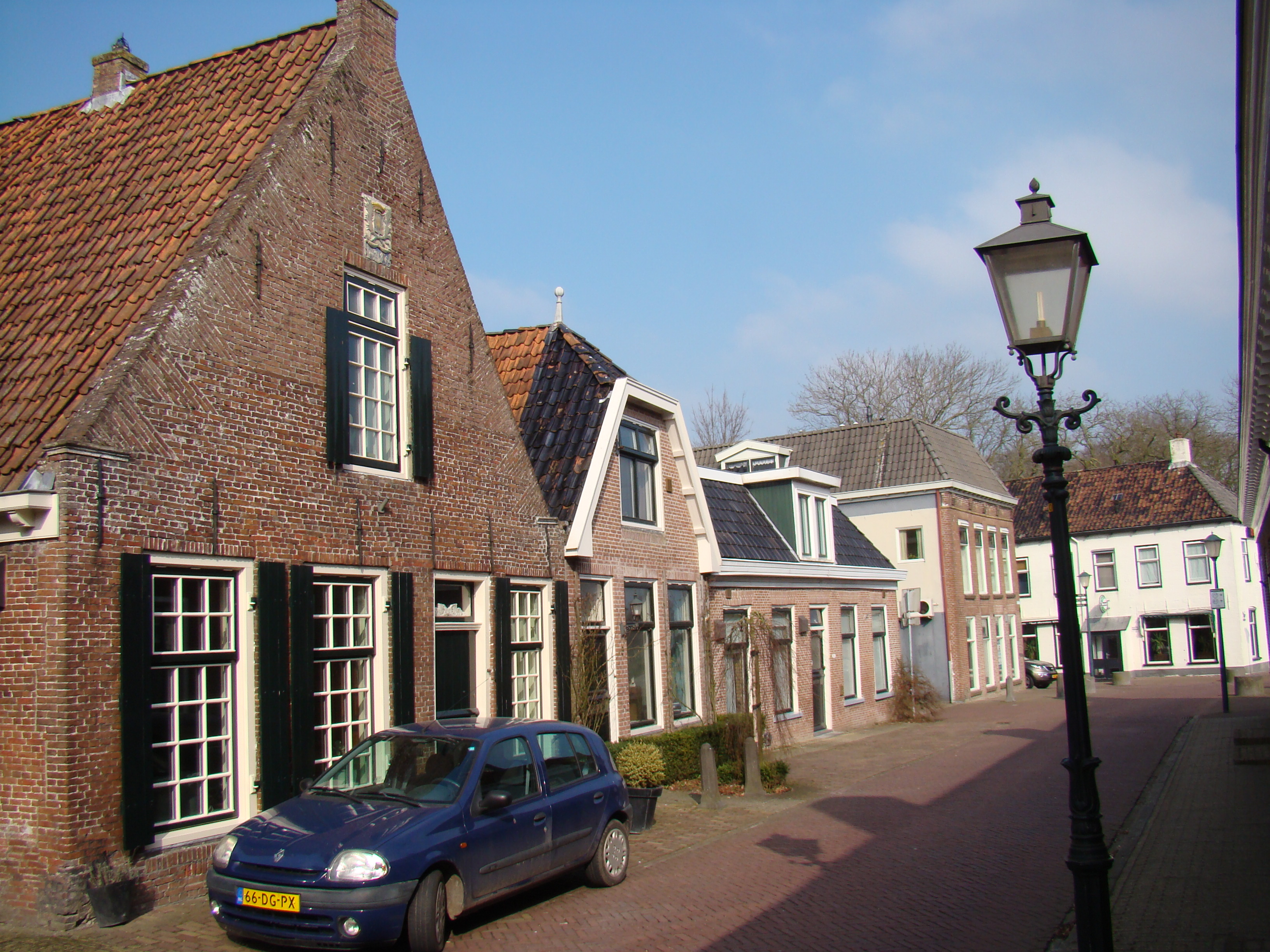
Вулична панорама
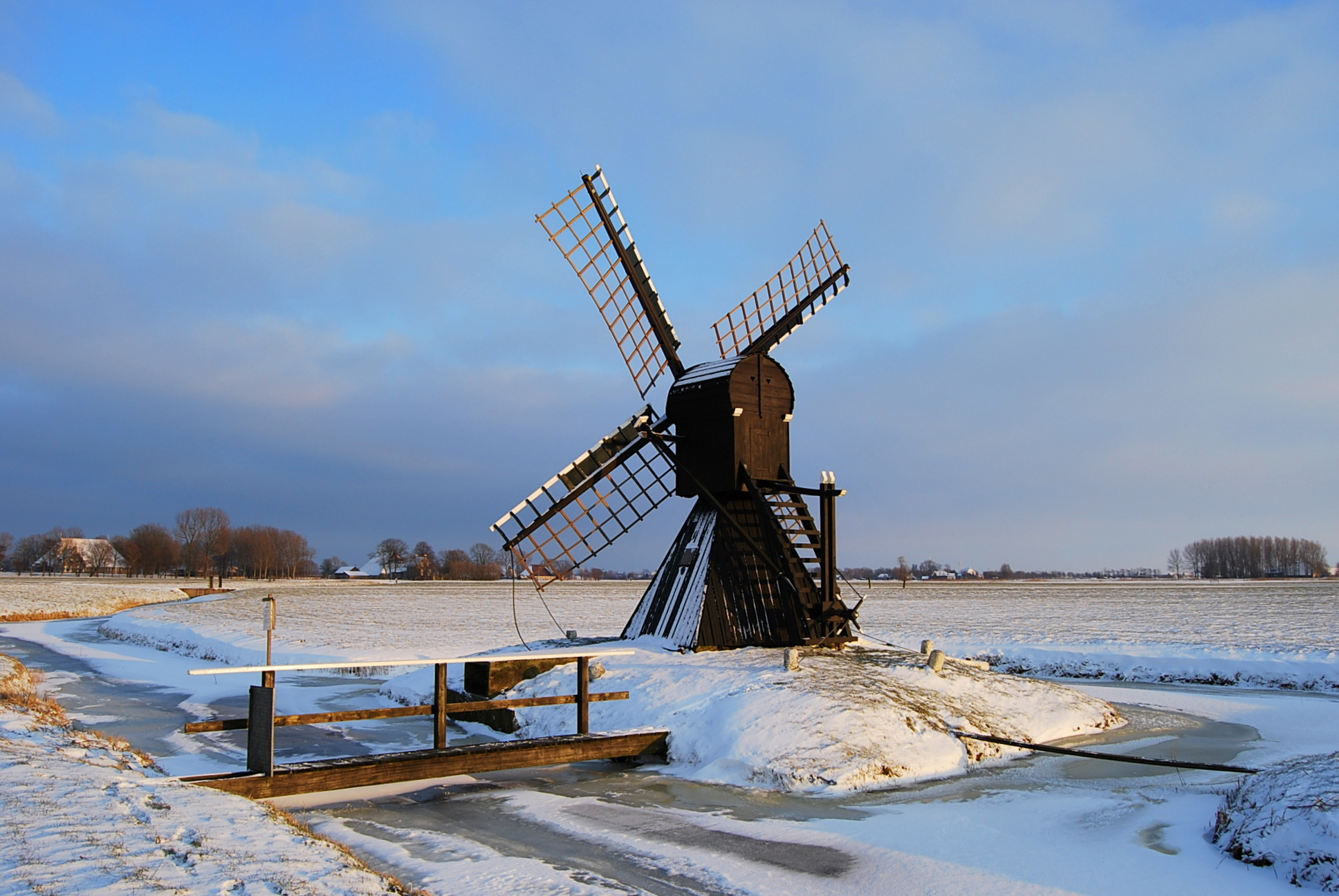
Вітряк Terpzigt
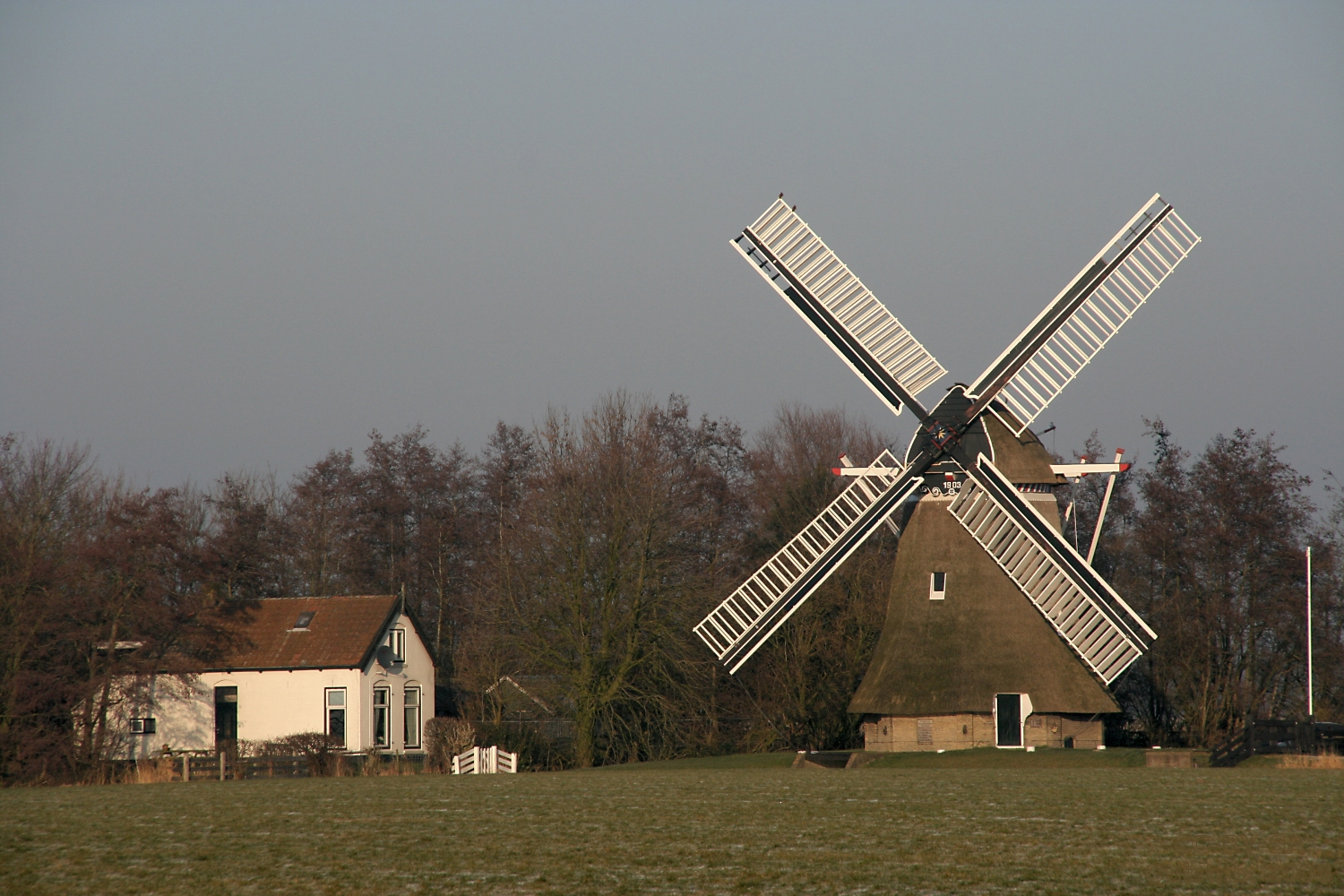
Вітряк De Marssumermolen